# Alcippe fratercula
Az Alcippe fratercula a madarak osztályának verébalakúak (Passeriformes) rendjébe és a Pellorneidae családjába tartozó faj.

## Rendszerezése
A fajt Robert Henry Fernando Rippon angol zoológus írta le 1900-ban. Az Alcippe morrisonia alfajaként is szerepel Alcippe morrisonia fratercula néven.

## Alfajai
- Alcippe fratercula fratercula Rippon, 1900
- Alcippe fratercula yunnanensis Harington, 1913[2]

## Előfordulása
Délkelet-Ázsiában, Mianmar, Kína, Thaiföld és Laosz területén honos.